# Euphorbia maleolens
Euphorbia maleolens là một loài thực vật có hoa trong họ Đại kích. Loài này được E.Phillips mô tả khoa học đầu tiên năm 1932.